# Cetatea Manegg

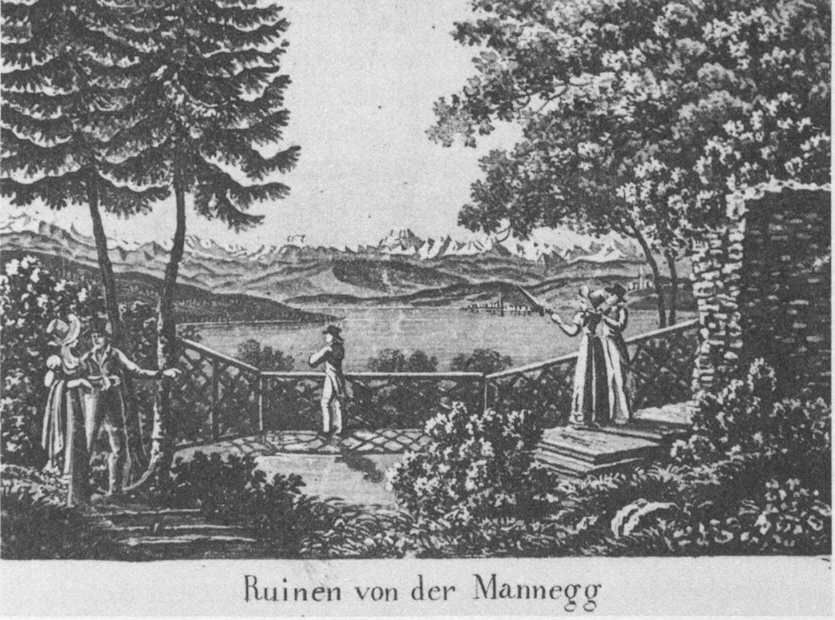
Cetatea în 1800

Cetatea Manegg este pe o coastă a munților Albis deasupra orașului Zürich, Elveția. Este pentru prima oară amintită în documentele istorice în anul 1303. Ea a aparținut cavalerilor de Manesse o familie de patricieini din Zürich. Membrii familiei au fost la început negustori, au primit însă ulterior rangul de cavaleri. Ca membrii mai importanți ai familei pot fi amintiți Rüdiger I și Rüdiger II (1252-1304) de la care provin o colecție de balade, corale.